# 오우티 매엔패
오우티 매엔패(Outi Mäenpää, 1962년 2월 24일 ~ )는 핀란드의 배우이다. 유시상 여우주연상 3회(2001, 2005, 2008) 수상자이다.

## 출연 작품
- 리틀 윙 (2016)
- 아미 얼라이브! (2015)
- 랫 킹 (2012)
- 콜 걸 (2012)
- 비욘드 (2010)
- 스톰하트 (2008)
- 프리미어로 가는 8일 (2008)
- 블랙 아이스 (2007)
- 플라야 델 푸투로 (2005)
- 우리 식구는 못말려 (2003)
- 나쁜 자식들 (2003)
- 과거가 없는 남자 (2002)
- 유하 (1999)
- 성냥공장 소녀 (1989)